# Jean Trembley
Pour les articles homonymes, voir Trembley.
Jean Trembley (né le 13 avril 1749 à Genève, mort le 18 septembre 1811 au Mas-d'Agenais), est un mathématicien, philosophe et psychologue genevois qui contribua au développement des équations différentielles et au calcul des probabilités, appliqua la géométrie à des problèmes de physique et de mécanique, et publia des travaux de psychologie.

## Biographie
Jean Trembley est le fils de Jacques-André, pasteur et professeur de mathématiques, puis de théologie à l’Académie de Genève, et l'époux de Marie-Elisabeth de Ribeaupierre (1790). Disciple de Charles Bonnet, il rédige d’abord une thèse sur la génération avec Horace Bénédict de Saussure (1767) avant de faire des études de droit à l'Académie de Genève. À partir de 1773, il sert d’assistant à Jacques-André Mallet, directeur de l’Observatoire de Genève. Il accompagne également Saussure dans certaines courses alpines et établit pour lui une formule de mesure des altitudes à l’aide du baromètre. Il s’intéresse ensuite à la philosophie et à la psychologie, toujours dans le prolongement des œuvres de Charles Bonnet. En 1781, il publie dans les mémoires de la Société des sciences de Haarlem un important mémoire sur l’utilité de la psychologie et sur la manière de la perfectionner. 
En 1786, il séjourne à Paris, puis entreprend un voyage dans le nord de l'Europe. Fuyant la Révolution qui atteint Genève, il s’installe en 1794 à Berlin, où il est nommé membre ordinaire de l'Académie royale des sciences et belles-lettres de Prusse. Il y reste jusqu'au début de 1807, avant de s'établir en France. Figure typique des Lumières helvétiques, Trembley établit une sorte de lien entre les cultures française et germanique, présentant par exemple en français l'œuvre du savant et philosophe de langue allemande Johann Heinrich Lambert. En mathématiques, physique, psychologie, esthétique, théologie et politique, Trembley a constamment défendu la valeur morale et cognitive des faits empiriques à l’encontre de l’esprit de système dans lequel il voyait l’origine des préjugés. Il est d’ailleurs l’auteur d’un Essai sur les préjugés: où l'on traite principalement de la nature et de l'influence des préjugés philosophiques (1790), ainsi que d’une trentaine d’articles parus dans les Mémoires de l’Académie de Berlin, et de quelques articles parus dans le Berliner Astronomisches Jahrbuch de Johann Elert Bode ou dans d’autres périodiques.
Jean Trembley était membre résident de l’Académie des sciences de Berlin (1794 ; honoraire en 1807), correspondant de l’Académie des Sciences de Paris (1784) puis de l’Institut de France (1804)[réf. nécessaire], membre honoraire de l’Académie des sciences de St-Pétersbourg (1793)[réf. nécessaire].

## Publications
- Recherches sur la faculté de sentir et sur celle de connaître, Berlin, 1776.
- Exposition de quelques points de la doctrine des principes de Mr Lambert, La Haye, 1780.
- «Traité de l'utilité de la science psychologique, ou Réponse à la question proposée par la Société de Harlem...», in Verhandelingen uitgegeeven door de Hollandsche Maatschapye der Weetenschappen te Haarlem, 20, 1781, p. 1-310.
- Essai sur les préjugés, Neuchâtel, 1790.
- «Essai sur cette question: Quelles sont les lumières qu'il importe le plus aux hommes d'acquérir, et quels sont les sentiments qu'on doit surtout chercher à leur inspirer ? Premier Mémoire» (lu le 11 décembre 1794); «Second Mémoire» (lu le 3 mars 1796); «Troisième Mémoire» (lu le 18 mai 1797), in Histoire et Mémoires de l'Académie royale de Berlin.
- «Recherches sur la mortalité de la petite vérole» (lu le 23 juin 1796), in Histoire et Mémoires de l'Académie de Berlin.
- «Réflexions sur les Phénomènes de la composition et de la décomposition de l'eau et sur les conséquences qu'on en a déduites. Premier mémoire» (lu le 23 novembre 1797), in Histoire et Mémoires de l'Académie de Berlin.
- «Observations sur le problème de la précession des équinoxes» (lu le 3 juillet 1800), in Histoire et Mémoires de l'Académie de Berlin.
- «Observations sur la théorie du son et sur les principes du mouvement des fluides» (lu les 22 janv. et 23 juillet 1801), in Histoire et Mémoires de l'Académie de Berlin.
- Considérations sur l'état présent du christianisme, Paris, 1809.